# Computable Document Format
CDF (Computable Document Format) — електронний формат обчислюваних документів. Був створений з метою полегшення створення динамічно згенерованого інтерактивного контенту. Формат розроблений компанією Wolfram Research.

## Функціональні можливості
Формат обчислюваних документів передбачає такі графічні елементи користувача як повзунки, меню і кнопки. Вміст документа оновлюється з використанням вбудованої обчислювальної підсистеми при взаємодії з графічними елементами користувача. У документі можуть використовуватися текст, таблиці, зображення, звуки та анімації. Формат CDF передбачає використання друкованого верстання та технічних позначень системи Mathematica. Також підтримуються компонування документа з розбивкою на сторінки, із структурною деталізацією і режимом слайд-шоу. Стилістичне оформлення документа можна контролювати з використанням каскадних таблиць стилів.

## Створення
Файли CDF можна створювати в системі Mathematica. Планується поява онлайн-інструментів для їх створення.